# Locul fosilifer de la Valeapai
Locul fosilifer de la Valeapai, monument al naturii, este o arie protejată de interes național ce corespunde categoriei a III-a IUCN (rezervație naturală de tip paleontologic), situată în județul Caraș-Severin, pe teritoriul administrativ al comunei Ramna.
Rezervația naturală aflată în partea nord-estică a satului Valeapai, are o suprafață de 2 ha, și reprezintă o zonă colinară acoperită cu vegetație forestieră și ierboasă, unde se găsesc resturi fosile de vertebrate (păsări, rozătoare, reptile și amfibieni) și nevertebrate (coleoptere, gasteropode, diptere, arahnide, miriapode), depozitate în roci sedimentare, constituite din nisipuri, marne și argile.